# Aeroportul Aramac
Aeroportul Aramac (IATA: AXC, ICAO: YAMC) este un aeroport din Queensland, Australia ce deservește zona Aramac⁠(d). A fost numit după zona deservită.
Situat la o altitudine de 227 m, aeroportul dispune de o singură pistă. Este operat de Barcaldine Region⁠(d).